# Yuknoom Ch'een II
Yuknoom Ch'een II o Yuknoom “el Grande” (11 de septiembre de 600 - circa 686) fue un ajaw o gobernante maya del ajawlel o señorío de Kaan cuya sede era Calakmul, ubicada actualmente en el estado mexicano de Campeche. Gobernó durante un período de cincuenta años llevando a Calakmul a la cúspide de su poder.

## Entronización
Posiblemente fue hijo de Serpiente Enrollada. De acuerdo a la cuenta larga del calendario maya nació el 9.8.7.2.17 8 kaban 5 yax. Fue entronizado el 9.10.3.5.10 8 ok 18 zip, es decir, el 28 de abril de 636. Durante su gobierno ejerció campañas militares contra el señorío de Tikal (Yax Mutul), apoyó a sus enemigos y luchó contra sus aliados.

## Campañas militares
En el año 650, Yuknoom “el Grande” dirigió a sus fuerzas hasta la región de Petexbatún en contra de  B'alaj Chan K'awiil, quien era ajaw de Dos Pilas y aliado de Tikal. Después de haber sido capturado, B'alaj Chan K'awiil ejerció nuevamente su cargo, no sin antes rendir pleitesia al señorío de Kaan, convirtiéndose en su aliado en contra de Tikal.  De la misma manera, en el 657, Yuknoom el Grande logró someter al ajaw de Tikal, Nuun Ujol Chaak. Tras haber sido vencidos, B'alaj Chan K'awiil y Nuun Ujol Chaak asistieron en su calidad de vasallos a una ceremonia dedicada a Yuknoom Yich'aak K'ahk',  quien era heredero al trono del señorío de Kaan. En el 662, Yuknoom “el Grande” formó una alianza con Piedras Negras para atacar Moral Reforma e imponer a un gobernante aliado, extendiendo su dominio tal y como lo había hecho con Santa Elena.  En el año 672, Nuun Ujol Chaak logró independizarse derrocando a B'alaj Chan K'awiil en Dos Pilas, sin embargo, cinco años más tarde, en el 677, fue atacado nuevamente por Yuknoom “el Grande”, quien le infligió una segunda y definitiva derrota en el 679.
En el 680, K'ahk' Cráneo Chan Chaak, gobernante de El Naranjo, que había sido tributario del señorío de Kaan, se rebeló tomando por asalto a El Caracol (Oxwitza'). Su triunfo fue pasajero, Yuknoom “el Grande”  lo derrotó e impuso a una gobernante aliada conocida como Wak Chanil Ajaw o Señora Seis Cielo, hija de B'alaj Chan K'awiil, para así establecer una dinastía subordinada Otros señoríos de la región, como Cancuén, El Perú o La Corona pagaron tributo al señorío de Kaan. Yuknoom “el Grande” reforzó estos vínculos mediante matrimonios concertados con princesas de Calakmul. Murió cuando tenía más de ochenta años de edad, su sucesor fue Yuknoom Yich'aak K'ahk'.